# Pulvermakare
Pulvermakare eller krutmakare kallades den yrkesman som hade till uppgift att framställa svartkrut för krigsmakten. Krutet tillverkades av salpeter, kol och svavel, som skulle blandas i noga avvägda mängder. För att minska explosionsrisken måste ingredienserna fuktas. Brännvin fungerade bäst – vatten gjorde att de klibbades fast vid morteln och mortelstöten.